# Matwei Prokopjewitsch Burlakow
Matwei Prokopjewitsch Burlakow (russisch Матвей Прокопьевич Бурлаков; * 19. August 1935 in Ulan-Ude; † 8. Februar 2011 in Moskau) war ein russischer Generaloberst. Von 1990 bis 1994 war er letzter Oberkommandierender der Gruppe der Sowjetischen Streitkräfte in Deutschland (GSSD) und leitete den Abzug der Truppen aus Deutschland.

## Leben
Burlakow stammt aus einer Arbeiterfamilie. 1957 absolvierte er die Omsker Militärschule M.W. Frunse, 1968 die Frunse-Militärakademie sowie 1977 die Militärakademie des Generalstabes der Sowjetischen Streitkräfte. Während seiner 42-jährigen Karriere durchlief er verschiedene militärische Dienststellungen als Kommandeur eines Schützenzuges, eines Bataillons, eines Regiments und einer Division. Von 1983 bis 1988 war er erster stellvertretender Kommandeur des Militärbezirks Transbaikalien und damit auch für die in der Mongolei stationierte 39. Armee zuständig, von 1988 bis 1990 Kommandeur der Südgruppe der Streitkräfte (Ungarn), die unter seiner Leitung in die Heimat zurückkehrte und vom 13. Dezember 1990 bis zum 31. August 1994 Oberkommandierender der GSSD. Von 1992 bis zum Abzug der sowjetischen Truppen aus Deutschland erhielt er den zusätzlichen Status eines Bevollmächtigten der russischen Regierung für die Westgruppe der Truppen. Ab August 1994 war er stellvertretender Verteidigungsminister der Russischen Föderation, wurde aber schon im November 1994 durch Präsident Jelzin von seinen Pflichten entbunden und im Februar 1995 entlassen. Als Grund für die Amtsenthebung wurden Korruptionsvorwürfe sowie Verwicklungen in Zusammenhang mit einem Journalistenmord angegeben. Die Beschuldigungen konnten jedoch nie nachgewiesen werden. Nach seiner Entlassung stand er als Präsident der Veteranen-Union der GSSD, einem Traditionsverband der abgezogenen Streitkräfte, vor.
Burlakow war verheiratet und hatte zwei Kinder. Er wurde auf dem Friedhof Trojekurowo beigesetzt.

## Auszeichnungen
- Rotbannerorden
- Orden des Roten Sterns
- Orden für den Dienst an der Heimat in den bewaffneten Organen der UdSSR 3. Klasse
- 31. August 1994: Verdienstorden des Landes Berlin
- weitere Medaillen der UdSSR und anderer Länder